# Tugrik
Der Tugrik oder (mongolische) Tögrög (mongolisch төгрөг, ᠲᠥᠭᠦᠷᠢᠭ; nach der russischen Bezeichnung тугрик Tugrik oder auch Tugrig geschrieben; Währungsabkürzung: ₮) ist die Währung der Mongolei und der früheren Volksrepublik Tuwa. Er war historisch in 100 Möngö (мөнгө, deutsch auch Mongo) unterteilt, die kleine Währungseinheit wird aber nicht mehr verwendet.
Den Tugrik gibt es in Banknoten und Münzen:
- Die Noten weisen Werte von 1, 5, 10, 20, 50, 100, 500, 1000, 5000, 10.000 und 20.000 Tugrik auf. In der Praxis sind Noten unter 10 Tugrik aber kaum mehr im Einsatz.
- Münzen gibt es mit Werten von 20, 50, 100, 200 und 500 Tugrik. Diese werden aber in der Praxis nicht mehr verwendet.

## Geschichte
Der Tugrik wurde 1925 eingeführt und war während der Zeit des Sozialismus im Verhältnis eins zu eins an den Sowjetischen Rubel gebunden. Er sollte die vorher gebräuchlichen ausländischen Währungen, wie den in China üblichen Mexikanischen Silberdollar und den Tauschhandel mit Silberstücken und Teeziegeln ersetzen.
Seit der Demokratisierung des Landes ist die Währung frei konvertierbar, der zunächst rapide Wertverfall verlangsamte sich seit Ende der 1990er Jahre. Zwischen 2000 und 2005 ist der Kurs von circa 1050 MNT/USD auf circa 1200 MNT/USD gefallen. Zwischenzeitlich (Stand Juli 2024) liegt der Umrechnungskurs aber nur noch bei circa 3.380 MNT/USD.

## Banknoten (seit 1993)
Der moderne Tugrik als aktuelles Zahlungsmittel der Mongolei erscheint hauptsächlich in Form von Banknoten, die von der Mongolbank, der Zentralbank des mongolischen Staats, seit 1993 ausgegeben werden. Folgende Nennwerte existieren bislang:
10, 20, 50 Möngö sowie 1, 5, 10, 20, 50, 100, 500, 1000, 5000, 10.000, 20.000 Tugrik.
Die kleinste gebräuchliche Note im Umlauf ist die 10-Tugrik-Note mit einem umgerechneten Wert von zirka 0,3 Euro-Cent (1 EUR = 2.947 MNT, aktueller Jahrestiefstwert am 20. März 2020). Die letzte Ausgabe der 1- und 5-Tugrik-Noten geht auf das Jahr 2014 zurück, als der Gegenwert der 5-Tugrik-Note bei nicht mehr als 0,2 Euro-Cent lag (1 EUR = 2.204 MNT, Jahrestiefstwert am 3. Januar 2014).

### Gestaltung

#### 1 Tugrik
Die kleinste Tugrik-Note bildet auf der Vorderseite einen stilisierten Löwen, auf der Rückseite das Sojombo-Symbol ab. Dieses nationale Symbol der Mongolei bildet auch auf allen anderen Banknoten ein zentrales Gestaltungselement und findet sich jeweils im mittigen Bereich rechts neben dem Vorderseitenporträt. Zwei weitere Designkomponenten sind der von einem Dreizack gekrönte mongolische Faltschriftzug links neben dem Porträt der Vorderseite und das „Kärtchen“ in traditioneller mongolischer Schrift, das auf Vorder- und Rückseite jeder Banknote das Hauptmotiv vom Wasserzeichenbereich abgrenzt.
Neben den mongolischen Schriften auf der Vorderseite findet sich auf der Rückseite jeder Banknote der Name der Zentralbank „Mongolbank“ (vertikal im sog. Kärtchen), der Landesname „Mongol Uls“ (oben) und die Währung „Tögrög“ (unten) in kyrillischer Schrift.

#### 5 bis 100 Tugrik
Die Vorderseite der Banknoten mit den Nennwerten 5, 10, 20, 50 und 100 Tugrik zeigt das Porträt von Damdiny Süchbaatar, Anführer der Mongolischen Revolution und Gründer der ersten Mongolischen Volksrepublik im Jahre 1921. Auf der Rückseite ist eine grasende Pferdeherde in einer mongolischen Steppenlandschaft mit Bergen im Hintergrund abgebildet.
Die Farbgebung der einzelnen Nennwerte variiert in den verschiedenen Ausgabejahren stets etwas mehr oder weniger. Zudem ist seit der zweiten Ausgabe der Noten in den frühen 2000er Jahren das Papier selbst gefärbt. Die erste Ausgabe der Tugrik-Noten aus dem Jahre 1993 wurde noch auf rein weißem Papier gedruckt und trugen kein Ausgabejahr, das ab dem Jahre 1994 bei allen Banknoten auf der Rückseite unten links zu finden ist.
Die 1- und 5-Tugrik-Noten wurden noch bis zur Ausgabe von 2014 auf weißem Papier gedruckt.

#### 500 und 1000 Tugrik
Alle Banknoten ab 500 Tugrik aufwärts tragen auf der Vorderseite das Bildnis von Dschingis Khan, Begründer und erster Khan des Mongolischen Reiches im Jahre 1206.
Das Rückseitenmotiv der 500- und 1000-Tugrik-Noten zeigt einen großen Ochsenkarren, auf dem eine geschmückte Jurte gezogen wird. Begleitet wird der Karren von Reitern auf Pferd und Kamel. Im Hintergrund ist der Aufbau einer Jurtesiedlung zu sehen.
Genauso wie die niedrigeren Werte ist seit dem Ausgabejahr 2003 auch das Banknotenpapier der 500- und 1000-Tugrik-Noten grün- bzw. blaugefärbt. Noch bis ins Ausgabejahr 2000 wurden diese Noten auf weißem Papier gedruckt. Das Ausgabejahr auf der Rückseite unten links wird ab dem Jahre 1997 angegeben.

#### 5000 und 10.000 Tugrik
Auf der Rückseite der 5000- und 10.000-Tugrik-Noten ist eine Abbildung der historischen Altstadt von Karakorum mit Bewohnern zu sehen. Im Mittelpunkt steht

„[…] ein Getränke spendender Baum aus Silber, gekrönt von einem Trompete blasenden Engel […].“

Dieser Trinkbrunnen gilt als Symbol der einstigen Hauptstadt des Mongolischen Reiches unter Dschingis Khan, die heute eine Ruinenstätte in der Nähe der Siedlung Charchorin in der Zentralmongolei ist.
Beide Banknoten sind bereits seit ihrer Ersterscheinung mit den Jahresangaben 1994 bzw. 1995 auf gefärbtem Papier gedruckt.

#### 20.000 Tugrik
Die 20.000-Tugrik-Note wurde erstmals mit der Jahresangabe 2006 auf bereits gefärbtem Papier in Umlauf gebracht. Die Rückseite zeigt eine symmetrische Formierung von einem großen und acht kleineren Tughs bzw. Sulden. Es handelt sich um neun Fahnenmasten mit weißem Pferdeschwanzhaar, das von einem runden Haupt, mit Flamme oder Dreizack gekrönt, herunterhängt. Sie sind ein Symbol für Zeiten des Friedens und wurden ausschließlich vor der Jurte eines Khans aufgestellt.
Die anschließende Übersicht zeigt die aktuellen Tugrik-Banknoten mit technischen Daten seit ihrer Ersterscheinung im Jahre 1993.
| Nennwert | Vorderseite | Rückseite | Farbe(n)                 | Maße        | Ausgabejahre                                               | Wert (bei Erstausgabe1)   |
| -------- | ----------- | --------- | ------------------------ | ----------- | ---------------------------------------------------------- | ------------------------- |
| 1        |             |           | Olivgrün/Pastellorange   | 115 × 57 mm | 1993, 2008, 2014                                           | 0,003 USD                 |
| 5        |             |           | Rot/Orange, Gelb         | 120 × 59 mm | 1993, 2008, 2014                                           | 0,01 USD                  |
| 10       |             |           | Türkis/Zyan              | 125 × 61 mm | 1993, 2002, 2005, 2007, 2009, 2011, 2013, 2014, 2017, 2018 | 0,03 USD                  |
| 20       |             |           | Burgund/Rubin, Gelb      | 130 × 64 mm | 1993, 2002, 2005, 2007, 2009, 2011, 2013, 2014, 2017, 2018 | 0,06 USD                  |
| 50       |             |           | Braun                    | 135 × 66 mm | 1993, 2000, 2008, 2013, 2016, 2019                         | 0,15 USD                  |
| 100      |             |           | Violett/Braun            | 140 × 68 mm | 1993, 1994, 2000, 2008, 2014                               | 0,29 USD                  |
| 500      |             |           | Olivgrün/-braun          | 145 × 70 mm | 1993, 1997, 2000, 2003, 2007, 2011, 2013, 2016             | 1,46 USD                  |
| 1000     |             |           | Blau, Braun/Ocker        | 150 × 72 mm | 1993, 1997, 1998, 2003, 2007, 2011, 2013, 2017             | 2,92 USD                  |
| 5000     |             |           | Purpur/Magenta           | 150 × 72 mm | 1994, 2003, 2013, 2018                                     | 12,11 USD                 |
| 10.000   |             |           | Orange/Anthrazit         | 150 × 72 mm | 1995, 2002, 2009, 2014                                     | 22,27 USD                 |
| 20.000   |             |           | Lindgrün, Purpur/Violett | 150 × 72 mm | 2006, 2009, 2013, 2019                                     | 13,34 EUR (11. Juli 2006) |

1Der durchschnittliche Wechselkurs im Jahr der Einführung der modernen Banknoten, d. h. im Zeitraum von April bis Dezember 1993 lag bei 1 USD = 343 MNT. Im darauffolgenden Jahr lag der Kurs bei 1 USD = 413 MNT, ein weiteres Jahr später 1 USD = 449 MNT, 2020 liegt der Kurs bei 1 USD = 2841 MNT.

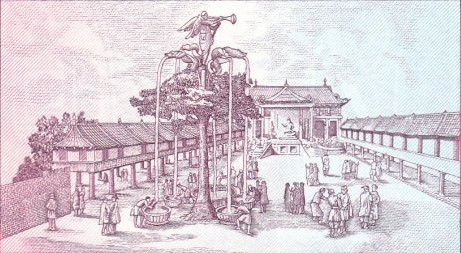
Rückseitenmotiv einer 5.000-Tugrik-Note – Silberbaum von Karakorum